# 混凝土结构

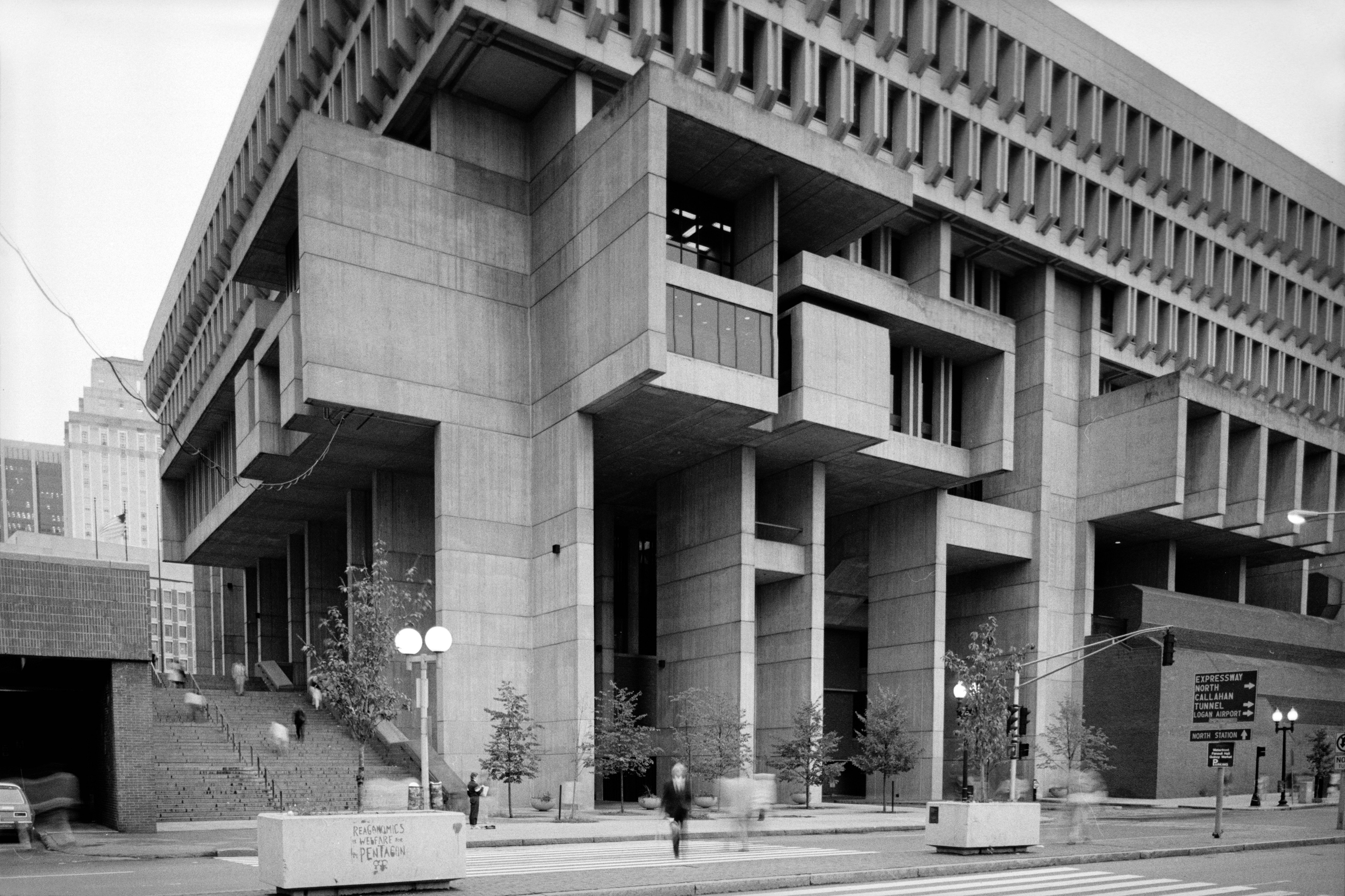
波士頓市公所，主要是由混凝土所興建

混凝土结构是指主要以混凝土組成的建築結構。混凝土的硬度高、原料來源廣泛、製作方法簡單、成本低廉，抗壓性良好，因此廣泛的用在建築物及結構體中。
混凝土的材料包括凝膠材料、骨料和水，需要一段時間硬化，因此混凝土结构多半會配合模板，在建築工地將混凝土澆入模板內，在硬化成形後再移除模版。
也有預製混凝土的结构，在工廠先製作好混凝土結構，再到現場安裝。
混凝土的最大缺點是抗拉強度不佳，因此其中許多建築也會加入鋼筋（鋼筋混凝土），利用鋼筋的抗張力來加強建築物的結構。